# Новотроицкий сельсовет (Северный район)
Новотроицкий сельсовет — сельское поселение в Северном районе Новосибирской области Российской Федерации.
Административный центр — село Новотроицк.

## История
Статус и границы сельского поселения установлены Законом Новосибирской области от 2 июня 2004 года № 200-ОЗ «О статусе и границах муниципальных образований Новосибирской области»

## Население
| 2002 | 2010 | 2012 | 2013 | 2014 | 2015 | 2016 |
| ---- | ---- | ---- | ---- | ---- | ---- | ---- |
| 531  | ↘440 | ↘409 | ↘392 | ↘366 | ↘348 | ↘339 |
| 2017 | 2018 | 2019 | 2020 | 2021 |      |      |
| ↘325 | ↘317 | ↘310 | ↘300 | →300 |      |      |

## Состав сельского поселения
| № | Населённый пункт | Тип населённого пункта       | Население |
| - | ---------------- | ---------------------------- | --------- |
| 1 | Новопокровка     | деревня                      | ↗21       |
| 2 | Новотроицк       | село, административный центр | ↘419      |

## Список населенных пунктов, ранее входивших в состав сельского поселения
| № | Населённый пункт | Тип населённого пункта | Население |
| - | ---------------- | ---------------------- | --------- |
| 1 | Канаш            | деревня                | →0        |
| 2 | Михеевка         | деревня                | →0        |